# Protopin-Alkaloide

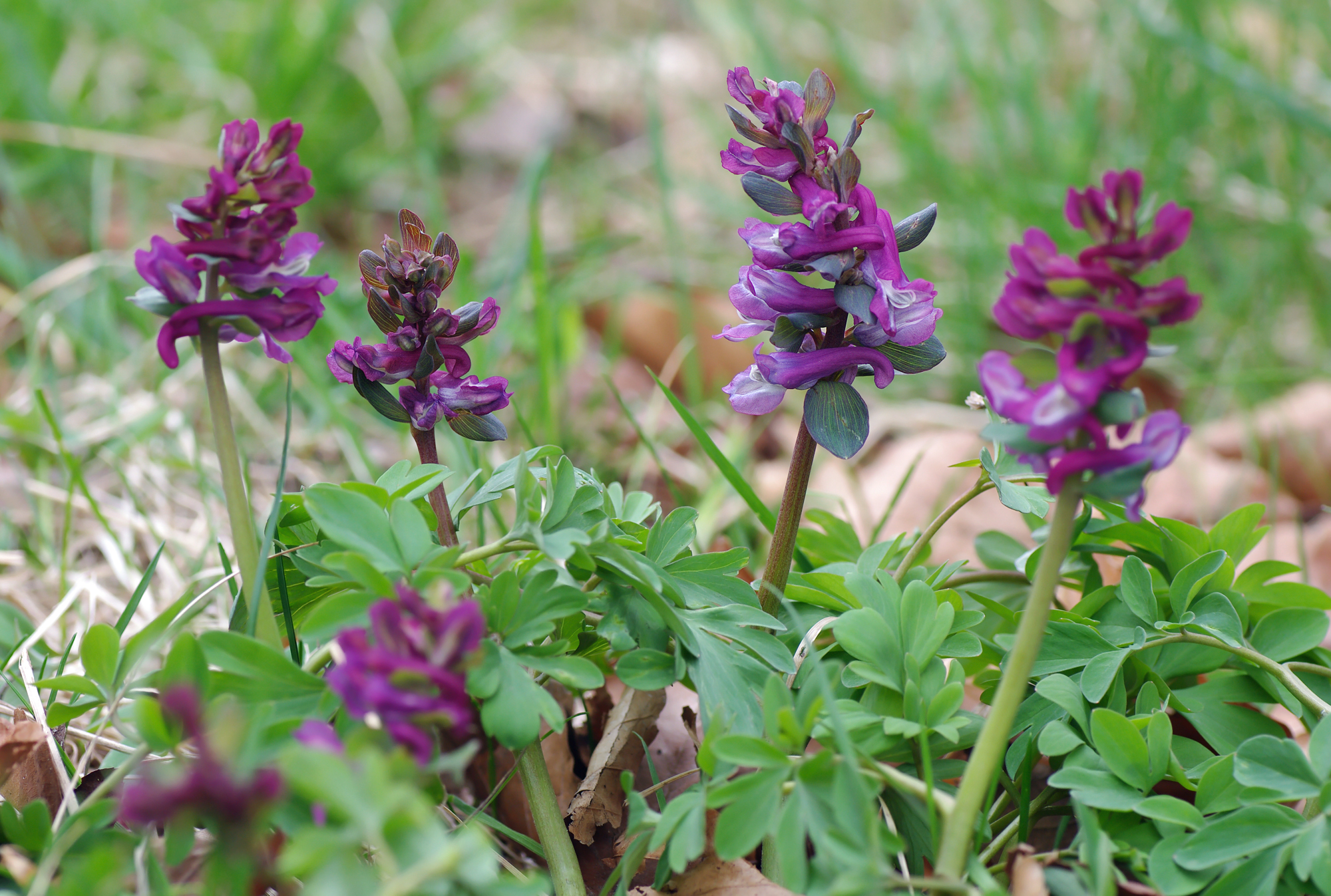
Hohler Lerchensporn (Corydalis cava)

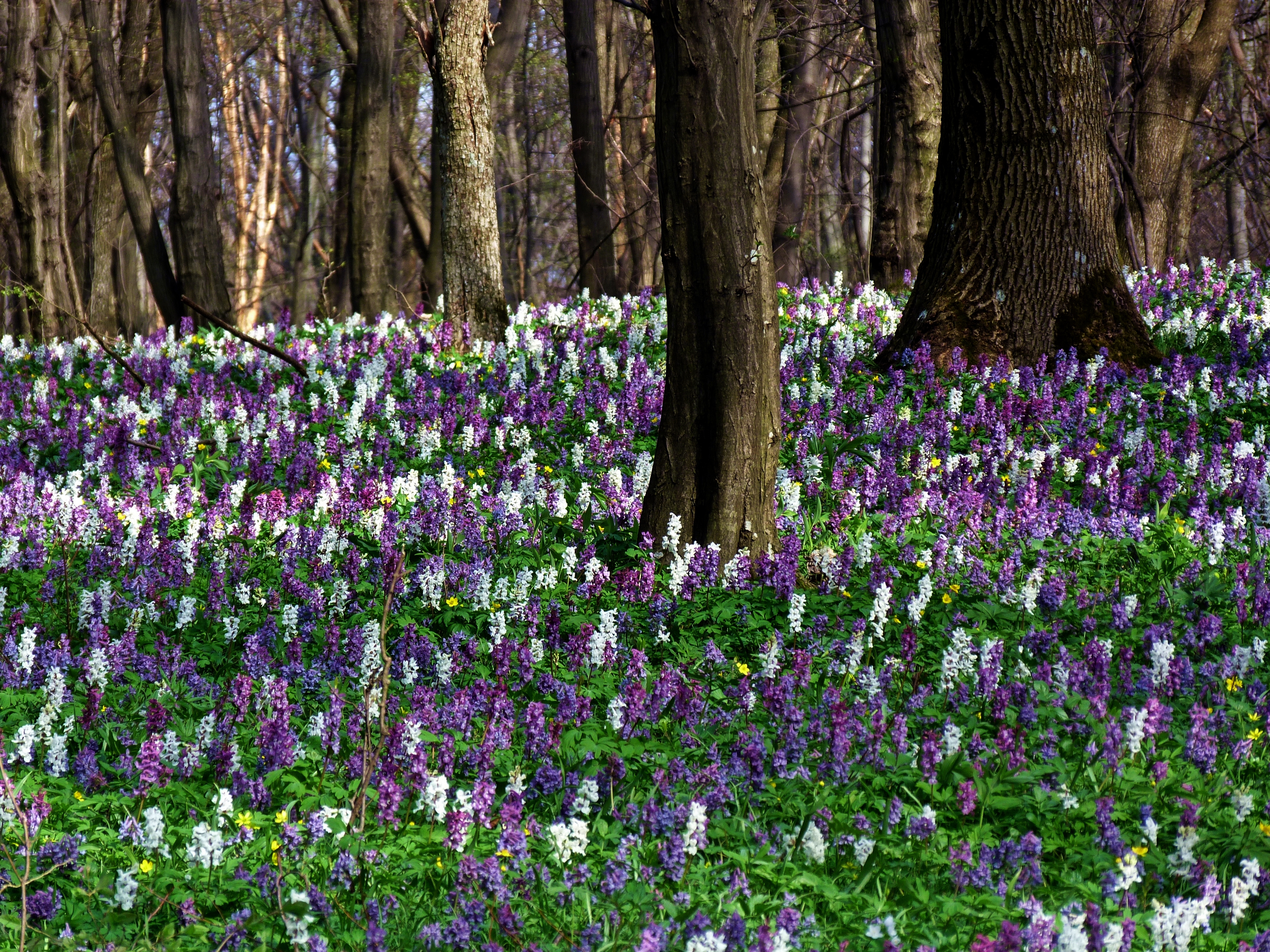
Hohler Lerchensporn (Corydalis cava)

Protopin-Alkaloide sind Naturstoffe mit struktureller Ähnlichkeit zu den Berbinen.

## Vorkommen
Die Protopin-Alkaloide kommen u. a. in den Pflanzenfamilien der Berberitzengewächse, der Erdrauchgewächse, der Mohngewächse, insbesondere im Hohlen Lerchensporn (Corydalis cava) vor.

## Struktur
Die Struktur der Protopin-Alkaloide ist gekennzeichnet durch eine N-Methyl-tetrahydroprotoberberin-Struktur. Dabei ist das Chinolizin-System aufgegeben und eine 14-Oxo-Gruppe ist vorhanden.

## Vertreter
Namensgeber dieser Alkaloide ist das Protopin. Zu der Gruppe der Protopin-Alkaloide zählen Allocryptopin, Cryptopin, Muramin. Weitere Vertreter sind (+)-Corycavamin und (+)-Corycavidin.

Protopin
Allocryptopin
Cryptopin
Muramin
Corycavamin
Corycavidin